# Занавешенные картинки
«Занавешенные картинки» — шестая книга стихов Михаила Кузмина.
Единственное издание книги было осуществлено издательством «Петрополис» в Петрограде в 1920 году, при этом на титульном листе стояла помета «Амстердам, 1920». Первоначально Кузмин предполагал продать её как рукопись под названием «Стихи, не подлежащие печати». Издание было осуществлено тиражом в 307 экземпляров с эротическими иллюстрациями, выполненными Владимиром Милашевским; на 36 страницах в книге размещены семь стихотворений, также откровенно эротического толка, и 8 иллюстраций.
Появление книги Кузмина вызвало резкий отклик критика Акима Волынского, писавшего в статье «Амстердамская порнография»:
В книжке Кузмина ощущается маниакальность. Многие великие таланты грешили гривуазными эскападами и фривольными шалостями пера. Но не эти шалости делают их великими, как думает, по-видимому, Кузмин, пожелавший тоже иметь свою шалость, кстати, не безвыгодную в прейскуранте дня.